# سوزان جکوبی
سوزان جکوبی (به انگلیسی: Susan Jacoby) یک نویسنده آمریکایی است. کتاب سال ۲۰۰۸ او درباره ضدروشنفکرگرایی در آمریکا با عنوان عصر بی‌خردی آمریکایی، در فهرست پرفروش‌ترین‌های نیویورک تایمز قرار گرفت. سوزان جکوبی یک بی‌خدا و سکولاریست است. او در سال ۱۹۶۵ از دانشگاه ایالتی میشیگان فارغ‌التحصیل شد. هم‌اکنون در شهر نیویورک زندگی می‌کند، و مدیر بخش نیویورک سنتر فور اینکوئری است.
جکوبی فعالیت شغلی خود را به عنوان روزنامه‌نگار واشینگتن پست آغاز کرد، و با رسانه‌هایی مختلف از جمله نیویورک تایمز، لس‌آنجلس تایمز، نیوزویک و غیره همکاری داشته‌است.
یکی از کتاب‌های او به نام آزاداندیشان: تاریخ سکولاریسم در آمریکا توسط واشینگتن پست و نیویورک تایمز کتاب قابل توجه ۲۰۰۴ لقب گرفت.
در فوریه ۲۰۱۰، او به عنوان هیئت مدیره افتخاری بنیاد رهایی از دین انتخاب شد. همچنین در سال ۲۰۱۰ جایزه ریچارد داوکینز توسط اتحاد جهانی بی‌خدا به او اهدا گردید.